# Aderus escaleai
Aderus escaleai es una especie de coleóptero de la familia Aderidae. Fue descrita científicamente por Maurice Pic en 1905.

## Distribución geográfica
Habita en Guinea Ecuatorial.